# Karkusaari (ö i Kajanaland)
Karkusaari är en ö i Finland. Den ligger i sjön Iso Laamanen och i kommunen Puolango i den ekonomiska regionen  Kehys-Kainuu  och landskapet Kajanaland, i den centrala delen av landet, 500 km norr om huvudstaden Helsingfors. Öns area är 0,1 hektar och dess största längd är 60 meter i öst-västlig riktning.